# Karel Kučera
Karel Kučera (* 4. dubna 1981) je český úředník, od října 2014 do ledna 2018 generální ředitel agentury CzechInvest.

## Život
Vystudoval právo na Právnické fakultě Univerzity Karlovy v Praze (získal titul Mgr.) a Fakultu mezinárodních vztahů Vysoké školy ekonomické v Praze (získal titul Ing.).
Pracoval v několika společnostech, např. Deutsche Post či v poradenských firmách Accenture a M.C.TRITON, ale také v České televizi. Po roce 2013 působil jako konzultant a projektový manažer, zabýval se strategickými projekty v oblastech financí, strategického řízení a rozvoje podnikání. Působil také jako poradce vrcholového managementu různých společností, mimo jiné z řad investorů podnikajících v České republice.
V roce 2014 vyhrál výběrové řízení na post generálního ředitele Agentury pro podporu podnikání a investic CzechInvest, do funkce byl jmenován dne 13. října 2014. V komunálních volbách v roce 2014 figuroval na kandidátce hnutí ANO 2011 v Mníšku pod Brdy, z kandidátky ale odstoupil. Dle jeho slov s tím jmenování do funkce nesouviselo. Některá média mu vyčítala, že nikdy nepracoval v řídicí pozici a nemá ani žádné zkušenosti s prací ve státní správě. V lednu 2018 jej ministr průmyslu a obchodu ČR Tomáš Hüner z funkce generálního ředitele agentury CzechInvest odvolal. Jako důvod uvedl destabilizaci agentury.
Karel Kučera je ženatý a má dvě děti. Hovoří plynně anglicky a německy. Mezi jeho zájmy patří cestování a sport (aikido, plachtění a běhání).